# プロスト・JS45
プロスト・JS45 (Prost JS45) は、ロイック・ビゴワが設計したF1マシンで、1997年にプロスト・グランプリによって使用された。

## JS45
これまでF1に参戦していたリジェチームがアラン・プロストによって買収され、チーム名も「プロスト・グランプリ」に改称した最初のマシン。
元々この車体番号はAP01になる予定だったが、この時すでにリジェとして参戦することを前提に付けられていた為、リジェ時代の「JS」を使用した。ちなみにAP01の名は翌シーズン用のマシンに付けられた。

## スペック

### シャーシ
- シャーシ名 JS45
- シャーシ構造 カーボンファイバー/ハニカムコンポジット複合構造モノコック
- 全長 4,335mm
- 全幅 1,995mm
- 全高 950mm
- ホイールベース 2,995mm
- 前トレッド 1,693mm
- 後トレッド 1,608mm
- クラッチ AP
- ブレーキキャリパー ブレンボ
- ブレーキディスク・パッド カーボンインダストリー
- サスペンション 前後プッシュロッド/ダブルウィッシュボーン
- ホイール BBS13インチ
- タイヤ ブリヂストン
- ギアボックス 横置き6速＋リバース1速セミオートマチック

### エンジン
- エンジン名 無限MF301HB
- 気筒数・角度 V型10気筒・72度
- 排気量 3,000cc
- スパークプラグ NGK
- 燃料・潤滑油 エルフ
- イグニッション ホンダPGM-IG
- インジェクション ホンダPGM-FI

## F1における全成績
(key) （太字はポールポジション）
| 年   | No. | ドライバー         | 1   | 2   | 3   | 4   | 5   | 6   | 7   | 8   | 9   | 10  | 11  | 12  | 13  | 14  | 15  | 16  | 17  | ポイント | ランキング |
| 年   | No. | ドライバー         | AUS | BRA | ARG | SMR | MON | ESP | CAN | FRA | GBR | GER | HUN | BEL | ITA | AUT | LUX | JPN | EUR | ポイント | ランキング |
| ---- | --- | ------------------ | --- | --- | --- | --- | --- | --- | --- | --- | --- | --- | --- | --- | --- | --- | --- | --- | --- | -------- | ---------- |
| 1997 | 14  | オリビエ・パニス   | 5   | 3   | Ret | 8   | 4   | 2   | 11  |     |     |     |     |     |     |     | 6   | Ret | 7   | 21       | 6位        |
| 1997 | 14  | ヤルノ・トゥルーリ |     |     |     |     |     |     |     | 10  | 8   | 4   | 7   | 15  | 10  | Ret |     |     |     | 21       | 6位        |
| 1997 | 15  | 中野信治           | 7   | 14  | Ret | Ret | Ret | Ret | 6   | Ret | 11  | 7   | 6   | Ret | 11  | Ret | Ret | Ret | 10  | 21       | 6位        |